# Lidia tarabaevi
Lidia tarabaevi är en spindelart som beskrevs av Michael Ilmari Saaristo och Yuri M. Marusik 2004. Lidia tarabaevi ingår i släktet Lidia och familjen täckvävarspindlar.
Artens utbredningsområde är Kazakstan. Inga underarter finns listade i Catalogue of Life.